# تيم أكينولا
تيم أكينولا (بالبرتغالية: Tim Akinola‏) هو لاعب كرة قدم نيجيري في مركز الوسط، ولد في 8 مايو 2001 في نيجيريا. لعب سابقاً في نادي البدع القطري.

## وصلات خارجية
- تيم أكينولا على موقع قاعدة بيانات كرة القدم.إي يو (الإنجليزية)
- تيم أكينولا على موقع Soccerbase.com (لاعب) (الإنجليزية)
- تيم أكينولا على موقع Soccerway.com (الإنجليزية)